# Lotbinière (Bas-Canada)
Pour les articles homonymes, voir Lotbinière.
Lotbinière est un district électoral de la Chambre d'assemblée du Bas-Canada ayant existé de 1830 à 1838.

## Sous-districts
Ce district comportait les sous-districts suivants : 
| Nom du sous-district    |
| ----------------------- |
| Saint-Jean Deschaillons |
| Saint-Gilles            |
| Saint-Antoine           |
| Sainte-Croix            |
| Lotbinière              |
| Saint-Sylvestre         |

## Histoire
Le district est créé lors de la refonte de la carte électorale de 1829 par division du district de Buckingham. Il s'agit d'un district représenté conjointement par deux députés, parfois d’allégeance différente. Il est suspendu de 1838 à 1841 en raison de la Rébellion des Patriotes.

## Liste des députés

### Siègeno1
| Années | Années      | Député       | Parti    |
| ------ | ----------- | ------------ | -------- |
|        | 1830 - 1834 | Louis Méthot | Patriote |
|        | 1834 - 1838 | Louis Méthot | Patriote |

### Siègeno2
| Années | Années      | Député                   | Parti       |
| ------ | ----------- | ------------------------ | ----------- |
|        | 1830 - 1834 | Jean-Baptiste-Isaïe Noël | Patriote    |
|        | 1834 - 1838 | Jean-Baptiste-Isaïe Noël | Indépendant |